# Alexa Davalos
Alexa Davalos (* 28. května 1982, Paříž) je americká filmová a televizní herečka. Hrála mimo jiné ve filmech Riddick: Kronika temna (2004), Mlha (2007) a Odpor (2008) nebo v televizním seriálu The Man in the High Castle (2015).

## Biografie
Narodila se v Paříži a pochází z herecké rodiny. Herecké profesi se věnovala i její matka Elyssa Davalos a děda Richard Davalos. Většinu dětství prožila ve Francii a Itálii. Ze strany otce, fotografa Jeffa Dunase, má židovské kořeny. Jeho rodina pocházela z litevského Vilniusu. V dětství krátce studovala na židovské škole. Po přestěhování se do New Yorku se věnovala modelingu a v roce 2002 herecky debutovala ve snímku The Ghost of F. Scott Fitzgerald, který měl premiéru na Mezinárodním filmovém festivalu v Torontu.